# René Pollesch
René Pollesch (Dorheim, 29 ottobre 1962 – Berlino, 26 febbraio 2024) è stato un regista teatrale, scrittore e drammaturgo tedesco.

## Biografia
Fu uno dei maggiori rappresentanti del teatro post-drammatico tedesco. Dal 1983 al 1989 studiò con Andrzej Wirth e Hans-Thies Lehmann nell'Istituto di Studi Applicati di Teatro dell'Università di Giessen.
Nel 2001 vinse il premio Mülheimer Dramatikerpreis per World wide web-slums e nel 2006 un altro premio per Cappuccetto Rosso.

## Opere teatrali
- 1999: Heidi Hoh.
- 1999-2000: Java in a box 1–10.
- 2000: Heidi Hoh arbeitet hier nicht mehr
- 2000: JavaTM zeigt Gefühle
- 2000: Www-slums 1–7
- 2000: Frau unter Einfluss
- 2001: Ufos & Interviews
- 2001: Www-slums 8, 9 & 10
- 2001: Heidi Hoh 3 – Die Interessen der Firma können nicht die Interessen sein, die Heidi Hoh hat
- 2001: Stadt als Beute (Prater, Berlino).
- 2001: Volksbühne (Prater).
- 2001: Insourcing des Zuhause.
- 2001: Menschen in Scheisshotels
- 2001: Smarthouse
- 2002: Stadt als Beute 2
- 2002: Sex Prater (Berlín).
- 2002: Der Kandidat (1980).
- 2002: Sie leben!
- 2002: 24 Stunden sind kein Tag
- 2003: Soylent green ist Menschenfleisch, sagt es allen weiter
- 2003: Freedom, beauty, truth & love – Das revolutionäre Unternehmen
- 2003: Människor på skithotell (Rikstheater, Stoccolma).
- 2003: Splatterboulevard
- 2003: Der Leopard von Singapur
- 2003: Sex (Sao Paulo).
- 2004: Telefavela
- 2004: Svetlana in a Favela
- 2004: Pablo in der Plusfiliale
- 2004: Hallo Hotel...!
- 2004: Stadt ohne Eigenschaften
- 2005: Prater-Saga: 1000 Dämonen wünschen dir den Tod
- 2005: Two-Pence two-Pence und die Voodoothek
- 2005: In diesem Kiez ist der Teufel eine Goldmine
- 2005: Diabolo – Schade
- 2005: daß er der Teufel ist
- 2005: Die Magie der Verzweiflung
- 2005: Der okkulte Charme der Bourgeoisie bei der Erzeugung von Reichtum
- 2005: Häuser gegen Etuis
- 2005: Cappuccetto Rosso (Volksbühne am Rosa-Luxemburg-Platz Berlino).
- 2005: Schändet eure neoliberalen Biographien! (Münchner Kammerspiele).
- 2005: Notti senza cuore – Life is the new hard! (Volksbühne, Berlino).
- 2005: Menschen im Etui (Staatstheater Hannover).
- 2006: Strepitolino – i giovanotti disgraziati (Volksbühne, Berlino).
- 2006: Soylent green is money (benisan pit – tpt, Tokyo).
- 2006: Wann kann ich endlich in einen Supermarkt gehn und kaufen was ich brauche allein mit meinem guten Aussehen? (Staatstheater Stuttgart).
- 2006: L'affaire Martin! Occupe-toi de Sophie! Par la fenetre, Caroline! Le marriage de Spengler. Christine est en avance. (Volksbühne, Berlino).
- 2006: Das purpurne Muttermal (Burgtheater Vienna).
- 2007: Tod eines Praktikanten (Volksbühne, Berlino).
- 2007: Solidarität ist Selbstmord (Münchner Kammerspiele).
- 2007: Ragazzo dell'Europa (TRWarszawa).
- 2007: РРШ/Rollende Road Schau (Druzba 1, The Lake/Sofia).
- 2007: Liebe ist kälter als das Kapital (Staatstheater, Stoccarda).
- 2007: Diktatorengattinnen I (Volksbühne, Berlino).
- 2007: Die Welt zu Gast bei reichen Eltern (Thalia Theater, Amburgo).
- 2007: Hallo Hotel Nachtportier (Volksbühne, Berlino).
- 2007: Seid hingerissen von euren tragischen Verhältnissen (Universität der Künste, Berlino).
- 2008: Darwin-Win & Martin Loser-Drag King & Hygiene auf Tauris (Volksbühne, Berlino).
- 2008: Tal der fliegenden Messer (Mülheim/Volksbühne).
- 2008: Fantasma (Burgtheater).
- 2009: Du hast mir die Pfanne versaut, du Spiegelei des Terrors (Volksbühne, Berlino).
- 2009: Ping Pong d'Amour (Münchner Kammerspiele).
- 2009: Ein Chor irrt sich gewaltig (Volksbühne, Berlino).
- 2009: Wenn die Schauspieler mal einen freien Abend haben wollen, übernimmt Hedley Lamarr (Staatstheater, Stoccarda).
- 2009: JFK (Thalia Theater, Amburgo).
- 2009: Cinecittà Aperta (Mülheim/Volksbühne).
- 2009: Calvinismus Klein (Schauspielhaus, Zurigo).
- 2010: Ich schau dir in die Augen, gesellschaftlicher Verblendungszusammenhang! (Volksbühne, Berlino).
- 2010: Mädchen in Uniform (Deutsches Schauspielhaus).
- 2010: Peking-Opel (Akademietheater, Vienna).
- 2010: Der perfekte Tag (Volksbühne. Berlino).
- 2010: Drei Western (Staatstheater, Stoccarda).
- 2010: Sozialistische Schauspieler sind schwerer von der Idee eines Regisseurs zu überzeugen (Schauspiel, Francoforte).
- 2010: XY Beat (Münchner Kammerspiele).
- 2011: Schmeiß Dein Ego weg! (Volksbühne, Berlino).
- 2011: Was du auch machst, mach es nicht selbst (Stadttheater Freiburg).
- 2011: Fahrende Frauen (Schauspielhaus, Zurigo).
- 2010: Die Kunst war viel populärer, als ihr noch keine Künstler wart! (Volksbühne, Berlino).
- 2010: Jackson Pollesch (TR-Warszawa).
- 2010: Die Liebe zum Nochniedagewesenen (Akademietheater, Vienna).
- 2012: Kill your Darlings! Streets of Berladelphia (Volksbühne, Berlino).
- 2012: Wir sind schon gut genug! (Schauspiel, Francoforte).
- 2012: Eure ganz großen Themen sind weg (Münchner Kammerspiele).
- 2012: Neues vom Dauerzustand (Deutsches Schauspielhaus).
- 2012: Don Juan (Volksbühne, Berlino),
- 2012: Macht es für euch! (Schauspielhaus, Zurigo).
- 2013: Cavalcade (Akademietheater, Vienna).

## Altri scritti
- René Pollesch, Wohnfront 2001-2002, hg. von Bettina Masuch / Volksbühne Berlín. Alexander Verlag, Berlín 2002.
- René Pollesch, www-slums, hg. von Corinna Brocher. Rowohlt TB, Reinbek 2003.
- René Pollesch, 24 Stunden sind kein Tag, Synwolt-Verl., 2003.
- René Pollesch, Zeltsaga - Polleschs Theater 2003/2004, Lenore Blievernicht (Hg.). Synwolt, Berlín 2004.
- René Pollesch:  Prater-Saga, hg. von Aenne Quinones / Volksbühne Berlín. Alexander Verlag, Berlín 2005.
- Die Überflüssigen, Hg. Volksbühne Berlín / Malte Ubenauf. Der Band enthält Beiträge von und über René Pollesch. Alexander Verlag Berlín 2007
- R. P.: Requiem fürs Programmheft. Nachruf auf Baudrillard, in Theater heute, H. 4, April 2007 S. 1 - 3
- René Pollesch:  Liebe ist kälter als das Kapital, hg. von Corinna Brocher & Aenne Quinones Rowohlt TB, Reinbek 2009.

## Spettacoli
- 2010: Metanoia. ÜberdasDenkenhinaus, con la prima alla Staatsoper di Berlino, allo Schillertheater di Berlino; musica: Jens Joneleit; messa in scena: Christoph Schlingensief; direttore d'orchestra: Daniel Barenboim[6]

## Radioteatro
- 2000: Heidi Hoh (DLR/WDR)
- 2001: Heidi Hoh arbeitet hier nicht mehr (DLR)
- 2002: Heidi Hoh 3. Die Interessen der Firma können nicht die Interessen sein, die Heidi Hoh hat (DLR)
- 2007: Tod eines Praktikanten (DLR)

## Filmografia
- 1997: Ich schneide schneller (ZDF/Das kleine Fernsehspiel).
- 2003: 24 Stunden sind kein Tag (3sat/ZDFtheaterkanal).
- 2005: Stadt als Beute.

## Premi
- 2001: Mülheimer Dramatikerpreis per World wide web-slums
- 2006: Mülheimer Dramatikerpreis per Cappuccetto Rosso
- 2009: Publikumspreis des Mülheimer Dramatikerpreises per Fantasma
- 2012: Else-Lasker-Schüler-Dramatikerpreis per le sue opere teatrali.